# Bayannuur, Bulgan
Bayannuur (tiếng Mông Cổ: Баяннуур) là một sum của tỉnh Bulgan ở miền bắc Mông Cổ. Vào năm 2009, dân số của sum là 1.526 người.

## Địa lý
Sum có diện tích khoảng 1.000 km2. Trung tâm sum, Ulziit, nằm cách tỉnh lỵ Bulgan 180 km và thủ đô Ulaanbaatar 200 km.

### Khí hậu
Bayannuur có khí hậu cận Bắc Cực. Nhiệt độ trung bình hàng năm ở khu vực này là 4 °C. Tháng ấm nhất là tháng 7, khi nhiệt độ trung bình là 27 °C và lạnh nhất là tháng 1, với -24 °C. Lượng mưa trung bình hàng năm là 373 mm. Tháng nhiều mưa nhất là tháng 7, với lượng mưa trung bình 97 mm và khô nhất là tháng 2, với lượng mưa 3 mm.

## Kinh tế
Bayannuur phát triển ngành dịch vụ, có một trường học, bệnh viện, trung tâm thương mại và nhà văn hóa. Sum có hơn 33.000 đầu gia súc.